# ديمتري العيون الرهيبة
ديمتري ميخائيلوفيتش من تفير (بالروسية: Дми́трий Миха́йлович Тверcко́й؛ 1299 – 15 سبتمبر 1326)؛ الملقب بالـعيون الرهيبة (Гро́зные О́чи)، هو ابن ميخائيل تفير وآنا الكاشينية.
واصل ديمتري كفاح مع والده ضد الأمير الأكبر يوري دانيلوفيتش من أجل الحصول على يارليك هو مرسوم أو وثيقة مكتوبة بامتياز لقب الأمير فلاديمير الأكبر والتي كان يمنحها خان القبيلة الذهبية، كان اللقب مرغوباً كثيرا لأن أمير فلاديمير الأكبر هو محصل الضرائب الخان من الروس، وعلى هذا النحو يمكنه من كسب السلطة على سائر أمراء روس.
عقب المكائد يوري التي أدت خان منحه يارليك إليه، وإعدام والدهما من قبل المغول في 1318، ومع عام 1321 اعترف ديمتري باعتبار يوري الأمير الأكبر وأعطاه جزية تفير التي وصلت إلى (2000 روبل)؛ لكنه لم ينقلها إلى خان، بحيث قام بطرحها سوق نوفغورود للتداول، ومع ذلك ديمتري اشتكاء إلى أوزبك خان اتهم يوري بإخفاء جزء من الجزية المخصصة له، مما أعطى الخان الغاضب ديمتري اللقب الأمير الأكبر.
بقي يوري في نوفغورود، وفي عام 1324 جاء إليه سفير خان وأقنعه بالذهاب إلى القبيلة الذهبية، بعد بعض الوقت وصل ديمتري أيضا إلى هناك، وبعد أن التقى بالجاني في وفاة والده هُناك، وفي 21 نوفمبر 1325 عشية ذكرى إعدام والده ميخائيل ياروسلافيتش، قام ديمتري بقتل يوري حتى الموت وبدأ في انتظار محاكمة خان، وكان لا يزال يأمل في تساهل من خان. .
لكن الخان أوزبك كان غاضباً جداً من هذا التعسف، بحيث كان يوري صهره، وأيضا أشار أنصار يوري إلى أنه من الضروري الانتقام، وعلاوة على ذلك، قالوا إن العفو عن القاتل يمكن اعتباره تساهلاً من جانب الخان.
وفي النهاية قرر الخان إعدام الأمير الشاب، وذلك بسبب حبه المتحمس لوالده وللناس، حصل على لقب العيون الرهيبة، أُعيدت رفاته إلى تفير ودُفن في الكاتدرائية هناك، وخلفه على اللقب الأمير شقيقه ألكسندر. 